# Ornithoptera paradisea
Ornithoptera paradisea là một loài bướm phượng. Con cái có sải cánh lên đến 150 mm còn con đực có màu sáng có sải cánh dài đến 135 mm. Con đực được sưu tập với giá trị cao với giá mỗi con lên đến 300 USD.